# خانواده بیرلا
خانواده بیرلا (انگلیسی: Birla family) خانواده سرمایه‌دار هندی است، که مالک شرکت‌های بیرلا، گروه ادیتیا بیرلا، هندوستان موتورز، صنایع گراسیم، اولتراتک سمنت و هندالکو می‌باشند. بنیانگذار این خانواده بالدئو داس بیرلا است و از اعضای شناخته شده خانواده بیرلا، می‌توان به غانشیام داس بیرلا و کومار بیرلا اشاره کرد.